# Stranger in My House (canción de Ronnie Milsap)
«Stranger in My House» (en español: «Extraño en mi casa») es una canción compuesta por el músico de country Mike Reid, y grabada por el cantante estadounidense Ronnie Milsap. Se publicó en marzo de 1983 como el primer sencillo del disco Keyed Up.

## Composición
Está compuesta en la tonalidad re menor, con algunas porciones de los versos en re dórico, porque el sexto tono se elevó medio paso. La voz de Milsap varía exactamente dos octavas (re3 y re5).En la mitad de la canción se puede escuchar un solo de guitarra ejecutado por Bruce Dees.
La letra habla de un hombre que sospecha que su mujer se encuentra teniendo un amorío y pensando en este amante secreto mientras están juntos.

## Recepción
Siendo su canción número treinta y cinco en ser lanzada como sencillo, «Stranger in My House» fue inmediatamente un éxito alcanzando el quinto puesto en la Hot Country Songs de Billboard y el octavo lugar en la Adult Contemporary. También fue una de las canciones de Milsap en entrar en el Billboard Hot 100, llegando al puesto número veintitrés.
Algunas estaciones de radio omitieron el solo de la canción, y una emisora de Denver se negó a pasar el tema porque, a su parecer, sonaba muy parecido a una canción de Led Zeppelin. El desaparecido airplay de la radio de Denver, evitó que la canción llegara a ser número uno.

## Posición en listas
| Lista (1983)                        | Mejor posición |
| ----------------------------------- | -------------- |
| Canadian RPM Country Tracks         | 1              |
| Canadian RPM Top Singles            | 42             |
| Estados Unidos (Hot Country Songs)  | 5              |
| Estados Unidos (Billboard Hot 100)  | 23             |
| Estados Unidos (Adult Contemporary) | 8              |